# Matéria estranha
 Matéria estranha (ou em inglês: Strange matter) é uma combinação de três tipos de quarks: up, down e strange.  É especulado, segundo a “hipótese da matéria estranha”, que ela seria capaz de transformar a matéria nuclear em mais matéria estranha apenas por contato.

## Contexto
Matéria estranha diz respeito a um tipo de matéria quark que ocorre sob condições extremas de pressão e temperatura, tais quais imagina-se ocorrer no centro de estrelas de nêutrons ou terem existido no universo primordial. No geral, qualquer matéria quark contendo quarks estranhos pode ser categorizada como matéria estranha, embora seja muito frequente a utilização do termo em conjunto com a “hipótese da matéria estranha” para descrever pequenas partículas, strangelets, pequenos agrupamentos de matéria estranha na escala de femtômetros. Está hipótese não é aceita por todo corpo científico, ainda mais considerando nossa incapacidade até hoje de medir ou observar qualquer tipo de matéria estranha. Todavia, caso a matéria nuclear seja realmente metaestável a decaimentos para matéria quark, seria possível que algum estímulo pudesse causar um decaimento em cadeia, possibilidade que traz a fama da matéria estranha como “substância mais perigosa do universo”.

## Estabilidade em altas pressões
Espera-se que a matéria estranha ocorra no interior de estrelas de nêutrons. A matéria estranha vem como maneira de aliviar a pressão de degenerescência do sistema. O princípio de exclusão de Pauli proíbe que férmions como quarks ocupem a mesma posição e nível de energia. Quando a densidade de partículas é tal que todos níveis de energia abaixo da energia térmica disponíveis estejam ocupados, então para continuar a densidade de partículas é necessário que algumas ocupem níveis mais altos, porém ainda desocupados.Essa necessidade de energia para aumentar a compressão se manifesta como pressão. Como a matéria normalmente é composta de duas vezes mais quarks down do que up, a pressão de degeneração domina sobre quarks down da matéria de quarks, que é eletricamente neutra. Assim, quando a energia se torna suficientemente alta, metade dos quarks down podem ser transmutados para quarks estranhos, que possuem mesma carga elétrica. Apesar de quarks estranhos serem mais pesados, significando que a transmutação tem certo custo energético, a abertura de mais níveis energéticos faz com que efetivamente a energia por partícula diminua, fazendo matéria estranha ser mais estável do que matéria de quarks não estranha.
Uma estrela com matéria quark em seu núcleo é comumente chamada de estrela híbrida. Porém é difícil saber se estas estrelas realmente existem na natureza, pois não se sabe ainda exatamente quais tipos de densidades e pressões seriam necessárias para desencadear a sequencia descrita acima. Parece plausível que a transição para matéria de quarks ocorra quando a separação entre núcleons se torna muito menor do que seus tamanhos, então a densidade crítica deve ser menos do que 100 vezes a densidade de saturação nuclear, mas uma estimava melhor ainda não existe, pois a interação forte que governa o comportamento de quarks  é matematicamente intratável, e diversos métodos de calculo numérico usando QCD na rede se encontram bloqueados pelo problema do sinal do férmion.
Uma área prominente da área de física das estrelas de nêutrons é a procura de  sinais observáveis que nos permitam determinar se realmente existe matéria de quarks nos seus núcleos, e se ela é estranha em natureza.

## Aceleradores e teorias da conspiração
A física de altas energias enfrenta alguns problemas com teorias da conspiração que geram medo na população geral. Uma das mais desenvolvidas e conhecidas é a de que seria possível que aceleradores como o LHC ou o RHIC gerassem em seus experimentos strangelets. Estes, por sua vez, poderiam consumir toda a terra, transformado-a em matéria estranha por um decaimento em cascata para um nível de energia menor, mais estável.
Diversos estudos já foram realizados sobre esta possibilidade e o consenso geral é que as condições teóricas necessárias para a formação de strangelets, bem como as condições experimentais nestes aparatos são incondizentes com aquelas que podemos prever como plausíveis para a formação desta matéria aqui na terra. Ademais, é de se esperar que caso a "hipótese da matéria estranha" esteja correta, incontáveis strangelets já viagem pelo universo, liberados em colisões entre estrelas de nêutrons, o que tornaria a lua uma grande candidata a colisões e à subsequente transformação em matéria estranha, uma vez que ela não possui um campo magnético para defletir partículas carregadas. Como não observamos este fenômeno, parece razoável considerar que não há perigo qualquer quanto a criação de strangelets estáveis na terra, ainda mais considerando que os processos que ocorrem em aceleradores são milhares de vezes menos energéticos do que aqueles de escala estelar.